# Sadie Goes to Heaven
Sadie Goes to Heaven er en amerikansk stumfilm fra 1917 af W.S. Van Dyke.

## Medvirkende
- Mary McAllister som Sadie
- Jenny St. George som Sadie
- Russell McDermott som Orval
- Frances Raymond som Mrs. Welland Riche
- Rod La Rocque som Coal Heaver